# مورلند، ایندیانا
مورلند (به انگلیسی: Mooreland) یک شهر در ایالات متحده آمریکا است که در شهرستان هنری، ایندیانا واقع شده‌است. مورلند ۰٫۳۷ کیلومتر مربع مساحت و ۳۷۵ نفر جمعیت دارد و ۳۴۷ متر بالاتر از سطح دریا واقع شده‌است.